# Caeruleuptychia helios
Espèce
Caeruleuptychia helios est une espèce de papillons de la famille des Nymphalidae et de la sous-famille des Satyrinae et du genre Caeruleuptychia.

## Dénomination
Caeruleuptychia helios a été décrit par Gustav Weymer en 1911 sous le nom initial d' Euptychia helios.

### Sous-espèces
Caeruleuptychia helios caelestis nom donné pour évoquer le bleu ciel de la face ventrale de ses ailes, un bleu céleste.

### Nom vernaculaire
Caeruleuptychia helios se nomme Helios Blue Ringlet en anglais.

## Description
Caeruleuptychia helios est un papillon au dessus de couleur bleu à bandes discale et postdiscale foncées et bordure costale et externe noire aux ailes antérieures et postérieures.
Le revers est bleu ciel soutenu avec des lignes discale et postdiscale ocre doré et une ligne d'ocelles ocre doré dont celui proche de l'angle anal est noir doublement pupillé et le second plus proche de l'apex des ailes postérieures noir et pupillé. 

## Biologie
Sa biologie est peu connue.

## Écologie et distribution
Caeruleuptychia helios est présent en Bolivie et en Guyane,.

### Biotope
Il réside dans la forêt tropicale humide.

### Protection
Pas de statut de protection particulier